# Карбикан
60°02′56″ пн. ш. 127°12′16″ сх. д. / 60.048888888889° пн. ш. 127.20444444444° сх. д.

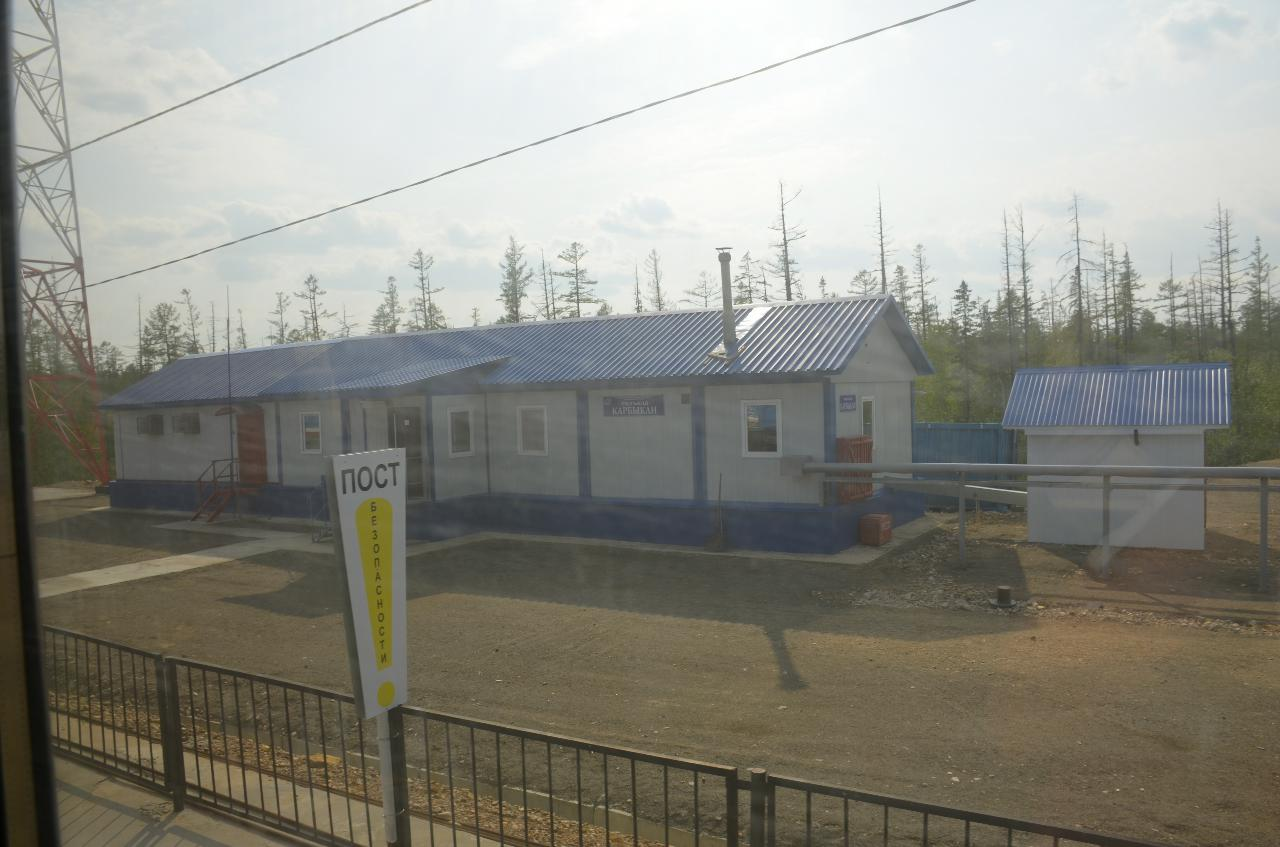
Вокзал

Карбикан (рос. Карбыкан) — роз'їзд Якутської залізниці (Росія), розміщений на дільниці Нерюнгрі-Пасажирська — Нижній Бестях між станціями Амга (відстань — 59 км) і Кюргелях (52 км). Відстань до ст. Нерюнгрі-Пасажирська — 513 км, до транзитного пункту Тинда — 742 км.
Збудований у 2010 році. У 2014 році відкрито рух вантажних поїздів, у 2019 — пасажирський рух.
Розташований на території Алданського району Республіки Саха.